# Backporting
Backport nebo backporting je akce převzetí některých částí nové verze softwarového systému nebo softwarové komponenty a jejich portování (přenesení) na starší verzi stejného softwaru. Je součástí údržby v procesu vývoje softwaru a běžně se používá k řešení problémů se zabezpečením ve starších verzích softwaru a také k doplňování nových funkcí do starších verzí.

## Přehled
Nejjednodušším a pravděpodobně nejběžnějším případem backportingu je opravená bezpečnostní chyba v novější verzi softwaru.
- Verze 2.0 softwaru měla chybu zabezpečení, která byla opravena změnou textu 'is_unsecured' na 'is_secured'.
- Stejná bezpečnostní díra existuje i v softwaru v1.0 od kterého je odvozen základní kód pro novější verzi, ale tam je text „is_notsecure“.

Nasazením změny, která opravuje Software verze 2.0 a jeho úpravou tak, že opravuje Software v1.0, bude efektivně backportována bezpečnostní záplata.
V reálných situacích mohou být úpravy, kterými prošel jeden aspekt softwaru, jednoduché (změnilo se pouze několik řádků kódu), ale i velmi rozsáhlé (je zapotřebí mnoho úprav do více souborů kódu). V druhém případě může být backporting zdlouhavý a neefektivní a měl by být proveden pouze v případě, že je starší verze softwaru skutečně potřebná i při existenci verze novější (pokud například novější verze stále trpí problémy se stabilitou, které brání jejímu nasazení pro kritické situace).

## Procedury
Proces backportingu lze zhruba rozdělit do těchto kroků:
- identifikace problému ve starší verzi softwaru, který je třeba opravit pomocí backportu
- zjištění, která (obvykle nedávná) úprava kódu opravila problém
- přizpůsobení této úpravy situaci starého kódu (správné backportování)
- jedna nebo několik úrovní kontroly kvality - testování, zda si backportovaná verze zachovává předchozí funkčnost a zda správně implementuje novou funkčnost.

## Příklady
Mnoho funkcí systému Windows Vista bylo při vydání aktualizace Service Pack 3 pro Windows XP backportováno do systému Windows XP. To usnadnilo kompatibilitu aplikací (většinou her) původně určených pro systém Vista, protože zde byl minimální požadavek jejich spuštění také na XP SP3.
Projekt Debian od září 2010 poskytuje oficiálně službu backportingu pro vybrané softwarové balíčky systému Debian Linux.
Společnost Evolveum backportuje opravy chyb v systému Midpoint pouze pokud se jedná o bezpečnostní problém nebo pokud se příslušná starší verze stále nachází ve fázi aktivní podpory. Anebo pokud existuje zákazník, který má takové backportování do své verze předplaceno.